# Kylliönjärvi
Kylliönjärvi är en sjö i Finland. Den ligger i kommunen Puumala i landskapet Södra Savolax, i den södra delen av landet, 230 km nordost om huvudstaden Helsingfors. Kylliönjärvi ligger 86,2 meter över havet. Arean är 1,14 kvadratkilometer och strandlinjen är 11,04 kilometer lång. Sjön  ingår i Vuoksens huvudavrinningsområde. 